# Wayfarer - 8900 Randers
Wayfarer - 8900 Randers er en dansk eksperimentalfilm fra 1993 instrueret af Torben Skjødt Jensen.